# Hegyköztóttelek
Hegyköztóttelek (románul: Tăutelec) falu Bihar megyében, a Partiumban, Romániában.

## Fekvése
Nagyváradtól (románul: Oradea) 17 km-re, Hegyközcsatártól 2 km-re északkeletre található. Jelenleg Hegyközcsatár közigazgatási fennhatósága alá tartozik.

## Földrajza
A Réz-hegységhez nyugatról csatlakozó Hegyköz dombvidék nyugati aljában, az Alföld keleti szélén fekszik. Kis patakja északra tartva a Siter felől jövő Kansza-patak bal oldalába fut (ebbe odébb még a falut délről megkerülő, és a határában északra forduló Bodrozó-patak érkezik), az egyesült víz Sásvölgyi- (Sasvölgyi) patak néven északra kanyarog és Szalárdnál a Berettyó bal oldalába torkollik. Északra a Kis-Latabár-erdő, északkelet-keletre és délkeletre az Uradalmi-erdő, délre a Bihari- (Uradalmi) erdő nevű határrészek húzódnak, ez utóbbin délkeletre a Kelemen-pad (231- 1,5) emelkedik, délre a Nagyhegy (212- 0,8), távolabb az Ágoston-tető (249- 2,2), nyugatra a Morcó, északnyugatra a Nagy-Latabár-erdő nevű határrészek terülnek el. Települések: északra Szalárd (11,7 ill. 9- 8), keletre Siter (3,3), délnyugatra Hegyközcsatár (3,8- 3). 1913-ban Nagyhegytanya is Hegyköztóttelekhez tartozott.

## Névváltozatai
1272: Totthelek, villa Thothelek; 1291-1294: Toutteluk; 1329: Tothteluk; 1335: sacerdos de villa Tortelek (Tottelek); 1336: Therteleg; 1337: Tottelek; 1504: Thoththelek; 1625: Tottelke; 1692: Tót-Telek; 1828: Tóth Telek; 1851: Tóttelek; 1913: Hegyköztóttelek;
Mivel a település magas dombok között fekszik, ezeknek a domboknak az oldalain szőlőtermesztés és gyümölcsfa termesztés alakult ki. Tóttelek esetében kimagasló mennyiségben termesztettek és termesztenek ma is cseresznyét és burgonyát. A helyi lakosok ezeket a dombokat szőlőhegynek nevezték el, innen ered a helységnevek elé helyezett hegyköz kifejezés.

## Története
Tótteleket a királyi uradalom hozta létre a XIII. sz. elején az erre menekülő délszláv lakosok letelepítésével. Maga a település azonban sokkal régebbi, hiszen tudjuk, hogy már a honfoglalás korában is éltek itt. Sőt, a falu területén előkerült egy rézkori (Kr.e. 4500-2700) fejszecsonk is (Cséplő Péter: Bihar vármegye és Nagyvárad őskora).
Csatár és Tóttelek között egy pogány vár romja volt látható régen (camps barbares fortifiés). Rómer Flóris Bihari útinapló c. művében (1879) pedig ez áll: „Tótteleknek menvén feltűnt az előző alig látott török lakás, mint azt a nép nevezi, de van ottan a domb oldalán két kereksáncz, mely tisztán kivehetőleg árokból és sánczból áll, és a földvár elnevezést méltán megérdemli. Az egész oldalt jellemzőleg vároldalának híjják.”
A templom mögötti Kenderesnek (Canepiste) nevezett helyen – egészen a siteri út bal oldaláig – lakott település állt a X-XIII. században, azaz a korai feudalizmus korában. Ebből a korból, kerámiából készült használati tárgyak, egy vályogkemence és apró fémtárgyak kerültek elő. Találtak továbbá egy még régebbi, Dyrrachium és Apollónia típusú pénzérmét is (Kr.e. IV. sz.), amelyet egy ideig a falu elemi iskolájában őriztek.
Tóttelek a XIII. században Eachy unokáinak: Miklós vajda, István és Geregen birtoka volt. Mivel ők a IV. László király alatt lábrakapott fejetlenségben bizakodva sok törvénytelenséget követtek el – többek között a váradi székesegyház birtokait is feldúlták – László király az Eachy-unokák elkobzott birtokaiból nyújtott a váradi egyháznak kárpótlást, annak adva egyebek közt Tótteleket is. 1283. körül IV. László király meghagyta Máté nádornak, hogy Osl nemzetségbeli Móricz comest iktassa Tóttelek földbirtokába.
Az 1552-iki összeírás szerint a községek portái:
Az egyes községekben összeírt porták száma, olyan sorrendben, ahogyan a kimutatásban egymásután következtek, az eredeti helységnév mellé a jelenlegi helységneveket jegyezték fel: Sither 23, Lathabár (puszta) 32, Tóttelek 15, Csatár 61, Bihar 157, Moczháza (elpusztult) 13, Püspöki 73, Újlak (Hegyköz-Újlak) 38, Mozmona (elpusztult) 10, Pályi (Hegyköz-Pályi) 20, Száldobágy 9.
A 16-17. sz. fordulójáról két olyan dokumentumot találunk, amelyben említik Tótteleket: az első 1581-1602 között keletkezett adománylevél, melyből kiderül, hogy Báthory Zsigmond fejedelem a Bihar vármegyei Csatáron található nemesi udvarházat annak Csatáron és Tótteleken fekvő tartozékaival együtt újra adományozza. A másik egy 1603. május 27-i keltezésű alkulevél, melyben Johannes Auceps és Zagyvai Borbála megállapodik abban, hogy ez utóbbi 11 magyar forint ellenében nem követeli vissza szökött jobbágyát, Pácz Ferencet, aki Farnosról Tóttelekre szökött át.
Az 1598-as összeírásban a következő magyar eredetű személynevek szerepelnek: Balogh, Bor, Erdely, Somogy, Zakó, Takaró, Vargha. Bizonytalan eredetű személynév: Tot. Az 1604-es összeírás azonban a településen már csak egy portát talál.
A Rákóczi szabadságharc idején (1703-1711) néptelenedett el. Ekkor ki volt szolgáltatva mindkét félnek, mivel közel volt a frontvonalhoz, amely a Berettyó folyó mentén húzódott. Már a szabadságharc első éveiben többször kifosztották, feldúlták , ezért lakosai elmenekültek.
Az összeírások azt mutatják, hogy bár Tóttelek 1703-1781 között lakatlan volt, a határban (szántón, réten, erdőben és szőlőhegyen) tovább folyt a művelés.
1781-re a társadalmi-vallási viszonyok lehetővé tették, hogy Tóttelek ismét benépesüljön.
Az 1781. évi újratelepítés előzményeihez tartozik, hogy 1777-ben a váradi püspökség a Felvidékről, nevezetesen Árva vármegyéből, a Magas–Tátra aljáról, Parasztdubova, Dluha és Kriva falvakból, a közeli Szentjobbra telepített 32 tót családot. Ők Gullecska Mátyás pappal együtt 1777. május 6-án érkeztek a faluba. A következő években további tót családok települtek ide. Közülük telepítettek át az új Tóttelekre 40 tót családot. A 13 pontból álló alapítólevelét 1781. május 8-án keltezték.
1800 körül a nagyváradi püspökség által készített összeírás szerint Tóttelekről a következőket jegyezték fel:
- jobbágy: 37, kivételes libertinus: 3 (szabad jobbágy), zsellér: 10, házatlan zsellér: 2.;
- összes telek nagyság: 9 ¼;
- beltelek (pozsonyi mérőben): 23;
- szántó (pozsonyi mérőben): 476;
- rét (pozsonyi mérőben): 257;
- szőlő (kapás): 15;
- közös földek: rét: 16 kaszás; erdő: 200 hold;
- állatok: ló és csikó: 12, ökör: 50, tehén és borjú:102, juh: 39, sertés: 11.;

1851-ben Fényes Elek által szerkesztett, Magyarország geográfiai szótára szerint: „…Tóttelek, magyar falu, Bihar vármegyében, Váradhoz északkeletnek 1 1/2 órányira, dombon, 403 r. kath. lakossal kik tót eredetűek, s a váradi deák püspök által telepíttettek ide. Szántófölde két fordulóban 150, rét 90, szőlőhegy 130, erdő 310 h. Majorság az erdőn kívül nincs. Földje sárga agyag, de burgonyát jól termi, s abból pénzelnek is. Van kath. paroch. temploma….”
1858. július 31-én írták alá Tótteleken az úrbéri kiegyezést.
1866-ban az akkori összeírás 60 házat vett nyilvántartásban.
Az 1867-es kiegyezés után újabb családokat telepítettek Tóttelekre, a Veszprém vármegyei Olaszfaluból és a Várad melletti Újpalotáról. Zömében ekkor kerültek sváb valamint újabb magyar családok a faluba.  
Tóttelekről az alábbiak vesztették életüket az I. világháborúban:  Bruncsák Márton, Deák József, Fehér Ferenc, Fehér Gyula , Fehér Károly,  Gálik Albert, Gergely István, Homonnai János, Johanyák András,  Király Béla és  Kovács József.
Rajtuk kívül ketten vitézi érdemrendben részesültek, Dudás János (sz. 1877) 1941-ben vitézi rendet, míg Ozimok István vitézségi érmet kapott. További tótteleki katonák az első világháborúban, (a teljesség igénye nélkül): Baumann Ferencz, Bruncsák István, Czirják János, Dudás András, Gálik Gyula, Gálik István, B. Gálik János, Homonnai József, Janota Béla, Janota Miklós, Johanyák János, Király István, Kleska János, Maresch Ferencz, Noveczky Endre, Noveczky János, Noveczky József, Polacsek József, Polacsek Károly, Rifnyák István, Rifnyák József, Simkó János és Simkó József.
A 2. világháborúban részt vett tótteleki katonák névsora: Baumann Sándor, Bruncsák József, Bruncsák Lajos, Czirják János, Czirják Sándor, Dudás Béla, Dudás József, Dudás Károly, Fehér Lajos, Formittág István, Formittág János, Formittág József, Gálik András, Gálik János, Gálik Péter, Homonnai András, Homonnai Béla, Homonnai János, Homonnai Sándor, Iványi Gyula, Janota Antal, Janota Béla, Johanyák István, Kalmár Imre, Keserű István, Kerezsi József, Király Béla, Kleska József, Noveczky András, Noveczky József, Noveczky Károly, Nyakacska József, Ozimok Gyula, Petrus Mihály , Petrus Sándor, Péter Péter, Simkó János, Szaka István, Szaka József,  Száraz Lajos,  Tamás Lőrincz, Tarr Sándor, Wachler János és Wurst Gyula.
A 2 világháborúban vagy az azt követő hadifogságban meghalt tóttelekiek: Dudás Gyula, Dudás János, Formittág Ferenc, Formittág Jakab, Formittág József, Formittág Péter, Gálik János, Gálik Péter, Gál Lajos, Kleska József, Ozimok Lajos, Pazurik Miklós, Simkó András, Vurst Lajos és Vurst József.
1944. május elején megkezdődött Bihar vármegyében a zsidók deportálása. A kb. tíz tótteleki  zsidó lakost, akik a Blau család tagjai voltak a pincesor fölötti Szérűn gyűjtötték össze, majd innen a járásszékhely Szalárd érintésével Nagyváradra vitték őket.1945. január 15-én a következő tótteleki német nevűeket deportálták a Szovjetunióba, lágerekbe: Baumann Ilona, Formittág Gyula, Formittág József, Formittág Irma, Formittág István, Formittág Julianna, Formittág Sándor, Formittág Teréz, Oswald Katalin, Wachler Erzsébet, Wachler János, Wurst József és Wurst Rozália.  Közülük ketten: Formittág József és Wurst József a Krasznij Lucski lágerben vesztették életüket.
1949. július 24-25 én volt Tótteleken a kommunista ellenes lázadás.
1950-51-ben, 5 tóttelekit ítéltek 9-15 év közötti börtönre kommunista ellenes szervezkedés miatt.

## Vallása
Első feljegyzések Tóttelekről a XIII. század végén arról számolnak be, hogy "Tóttelök" – ahogy az egykori feljegyzés nevezi -, harminchárom kepe püspöki tizedet fizetett. Eszerint közepes méretű község lehetett, és ezt bizonyítja a lelkészek által beszolgáltatott pápai tizedösszeg is. István lelkész ugyanis 1335–1336-ban, valamint Mihály a következő évben nyolc garast fizetett be, többet, mint Micske és éppen annyit, mint Bályog vagy Konyár. Középkori templomának ma már semmi nyoma, de kétségkívül a jelenlegi templom helyén állt. A vele egy uradalomba tartozó, de nála kétszer kisebb Latabárnak kőtemploma volt, ezért hasonló lehetett Tótteleknek is.
Báthory Kristóf 1576. március 16-án a váradi Szent Egyed egyháznak adományozta a Bihar megyei Tóttelek falut minden tizedével, kilencedével s összes tartozékaival együtt. Az adománylevél Kolozsvárott kelt éppen ott, ahol húsz évvel korábban a váradi püspökség javait a fejedelmi kincstár számára lefoglalták. Húsz év után ez volt katolikus egyházi célra az első fejedelmi adományozás. Az oklevél megjegyzi, hogy az adomány Borsos Péter deák, Várad városának jegyzője, továbbá Szabó Sebestyén és Csanádi Gergely deák a nevezett Szent Egyed egyház kurátorainak, valamint Várad összes katolikus lakosainak kérelmére történt. Az adomány nem az egyház papjai számára, hanem az egyházi iskola tanítóinak javára volt fordítandó. Ezzel alighanem célzott a még mindig érvényben levő 1548-i törvényre, amely a lefoglalt egyházi javakat iskolai célokra fordítani rendelte el. Következő év október 28-án a nevezett egyház ünnepélyes beiktatása is megtörtént Tóttelek birtokába, az egykorú oklevél szavai szerint „minden ellentmondás nélkül”. Feltűnő az adománylevelekben, hogy amíg ezekben csupán a váradi katolikusok kérelmét hozza fel indoklásképpen, a szeptember 13-i már saját buzgóságát is említi, mellyel a katolikus vallás iránt viseltetett.
Tóttelek 1781-es újratelepítése után 7 évvel, 1788-ban megalapították a falu plébániáját. Addig a hívek a Kővág településen lévő plébániához tartoztak. Első papja Platzer Ferenc, aki a mai Szlovákia területéről, Kassáról került ide és abban az időben nyilván csak szlovákul prédikált.
1832-ben Lajcsák Ferenc püspök jóvoltából, mivel a hívek száma állandóan növekedett, egy új templom alapkövét teszik le. Elkészülte után, 1834 október 12-én az új templomot, maga az építtető püspök konszekrálja (felavatja, felszenteli). Ezekben az években épült a mai parókia épülete is. Az 1838-ban latin nyelven megjelent egyháztörténeti névtár, a "Schematismus venerabilis cleri dioecesis Magno-Varadinensis" szerint Tótteleken 1333-ban már létezett parókia, melynek megszűnését a kiadvány 1566-ra teszi.

## Lakossága
Az 1892-ben kiadott "Magyar Korona országainak helységnévtára" szerint Tótteleken 83 ház van, 473 lakossal, nemzetiségük magyar, tót és német.
1910: 512 magyar, 7 román, 14 német, 11 szlovák – összesen 544.
1930: 532 magyar, 21 román, 3 német, 13 szlovák – összesen 569.
1941: 532 magyar, 7 román, 4 szlovák, 6 Zsidó – összesen 549.
1956: 578 magyar – összesen 578.
1960: 487 magyar, 6 román, 2 szlovák – összesen 495.
1966: 485 magyar, 8 román, 2 szlovák – összesen 495.
1977: 414 magyar, 13 román – összesen 427.
1990: 250 magyar – összesen 250.
1992: 250 magyar – összesen 250.
2002: 198 magyar, 16 román – összesen 214.
2002. január 1. – 2004. május 31. között a "Magyarigazolvány" igénylések száma a településen 88 személy, ebből 49 férfi és 39 nő; 0 és 5 év közöttiek 3.; 5 és 17 év közöttiek 11.; 18 és 59 év közöttiek 46., míg 60 év felettiek közzűl 28-an igényeltek;

## Vallás
| Év   | róm. kat. | ortodox | református | görögkat. | zsidó | Összesen |
| ---- | --------- | ------- | ---------- | --------- | ----- | -------- |
| 1910 | 495       | 4       | 22         | 3         | 8     | 544      |
| 1930 | 528       | 6       | 16         | 12        | 7     | 569      |
| 1990 | 238       | 11      | 16         | 1         | 0     | 250      |

## A település híres szülöttei
- Mártonffy István, Sándor (Hegyköztóttelek, 1886. szeptember 25 – ) 1934-ben még pénzügyminisztériumi miniszteri számvizsgáló, tanácsos, jegyző Budapesten. Későbbi életútja ismeretlen;
- Homonnai Gábor (Hegyköztóttelek, 1949.01.23. -) Romániában, Élesden élő helytörténeti kutató, író, szőlész-borász, Munkái: Az élesdi szőlészet és borászat -  Múlt – jelen – jövő (2012), Élesd – Fejezetek a város történetéből (monográfia – 2017), Hegyköztóttelek – Monográfia (2019), Feketeerdő – Monográfia (2022) és számtalan publikáció; Díj: Zsisku János – Bihari Szórvány díj (kapta a magyar szórványközösség megtartásában nyújtott áldozatos munkájáért);